# Watcharaphon Vongsa
Watcharaphon Vongsa (15 de octubre de 1990) es un deportista tailandés que compite en bochas adaptadas. Ganó seis medallas en los Juegos Paralímpicos de Verano entre los años 2012 y 2024.

## Palmarés internacional
| Juegos Paralímpicos | Juegos Paralímpicos     | Juegos Paralímpicos | Juegos Paralímpicos      |
| Año                 | Lugar                   | Medalla             | Prueba                   |
| ------------------- | ----------------------- | ------------------- | ------------------------ |
| 2012                | Londres (Reino Unido)   | Medalla de oro      | Equipo BC1-2 mixto       |
| 2016                | Río de Janeiro (Brasil) | Medalla de oro      | Individual BC2 mixto     |
| 2016                | Río de Janeiro (Brasil) | Medalla de oro      | Equipo BC1-2 mixto       |
| 2020                | Tokio (Japón)           | Medalla de oro      | Equipo BC1-2 mixto       |
| 2020                | Tokio (Japón)           | Medalla de plata    | Individual BC2 mixto     |
| 2024                | París (Francia)         | Medalla de bronce   | Individual BC2 masculino |